# Иоанн (Иванов, Иво Михов)
Митрополит Иоанн (в миру Иво Михов Иванов; 13 февраля 1969, Ямбол) — епископ Болгарской православной церкви, митрополит Варненский и Великопреславский.

## Биография
Окончил среднее образование в родном городе. В 1991—1993 годах учился в Софийской духовной семинарии святого Иоанна Рыльского, затем окончил богословский факультет Софийского университета святого Климента Охридского. Специализировался в Московской духовной академии, и в 2000 году защитил кандидатскую диссертацию по теме «Учение о покаянии по творениям святителя Тихона Задонского».
1 июля 1998 года поступил послушником в Кокалянский монастырь святого архангела Михаила под духовное руководство архимандрита Назария.
6 ноября того же года в Кокалянском монастыре епископом Макариопольским Гавриилом (Диневым) пострижен в монашество с именем Иоанн.
24 апреля 1999 года в монастыре святой Петки в селе Клисура близ Софии епископом Макариопольским Гавриилом (Диневым) был возведён в сан иеродиакона, а 26 апреля тем же иерархом — в сан иеромонаха в столичном кафедральном храме святой Недели.
1 апреля 2002 года был назначен протосингелом Софийской епархии, в связи с чем 28 апреля того же года в столичном храме святых Седмочисленников Патриархом Максимом был возведён в достоинство архимандрита.
7 марта 2007 года решением Священного Синода Болгарской православной церкви определён быть викарным епископом.
18 марта 2007 года в Патриаршем кафедральном соборе святого князя Александра Невского рукоположён в титулярного епископа Знепольского, викария Софийской епархии. Хиротонию совершили: Патриарх Болгарский Максим, митрополит Врачанский Каллиник (Александров), митрополит Сливенский Иоанникий (Неделчев), митрополит Видинский Дометиан (Топузлиев), митрополит Варненский и Великопреславский Кирилл (Ковачев), митрополит Великотырновский Григорий (Узунов), митрополит Русенский Неофит (Димитров), митрополит Неврокопский Нафанаил (Калайджиев), митрополит Плевенский Игнатий (Димов), митрополит Ловчанский Гавриил (Динев), митрополит Доростольский Иларион (Цонев), митрополит Пловдивский Николай (Севастиянов), епископ Адрианопольский Евлогий (Стамболджиев), епископ Девольский Феодосий (Купичков), епископ Маркианополский Константин (Петров) и епископ Стобийский Наум (Димитров).
22 декабря 2013 года избран митрополитом Варненским и Великопреславским.
В октябре 2015 года в Шамбези возглавлял делегацию Болгарской православной церкви во время Пятого Всеправославного предсоборного совещания.
14 марта 2024 года, на следующий день после кончины патриарха Болгарского Неофита, будучи старшим членом малого состава Священного Синода Болгарской православной церкви, на основании статьи 42, пункта 1, временно вступил в должность наместника-председателя Синода (местоблюстителя). Оставался в этом качестве до 19 марта 2024 года, когда местоблюстителм был избран митрополит Григорий (Цветков)